# Rathaus (Markt Erlbach)

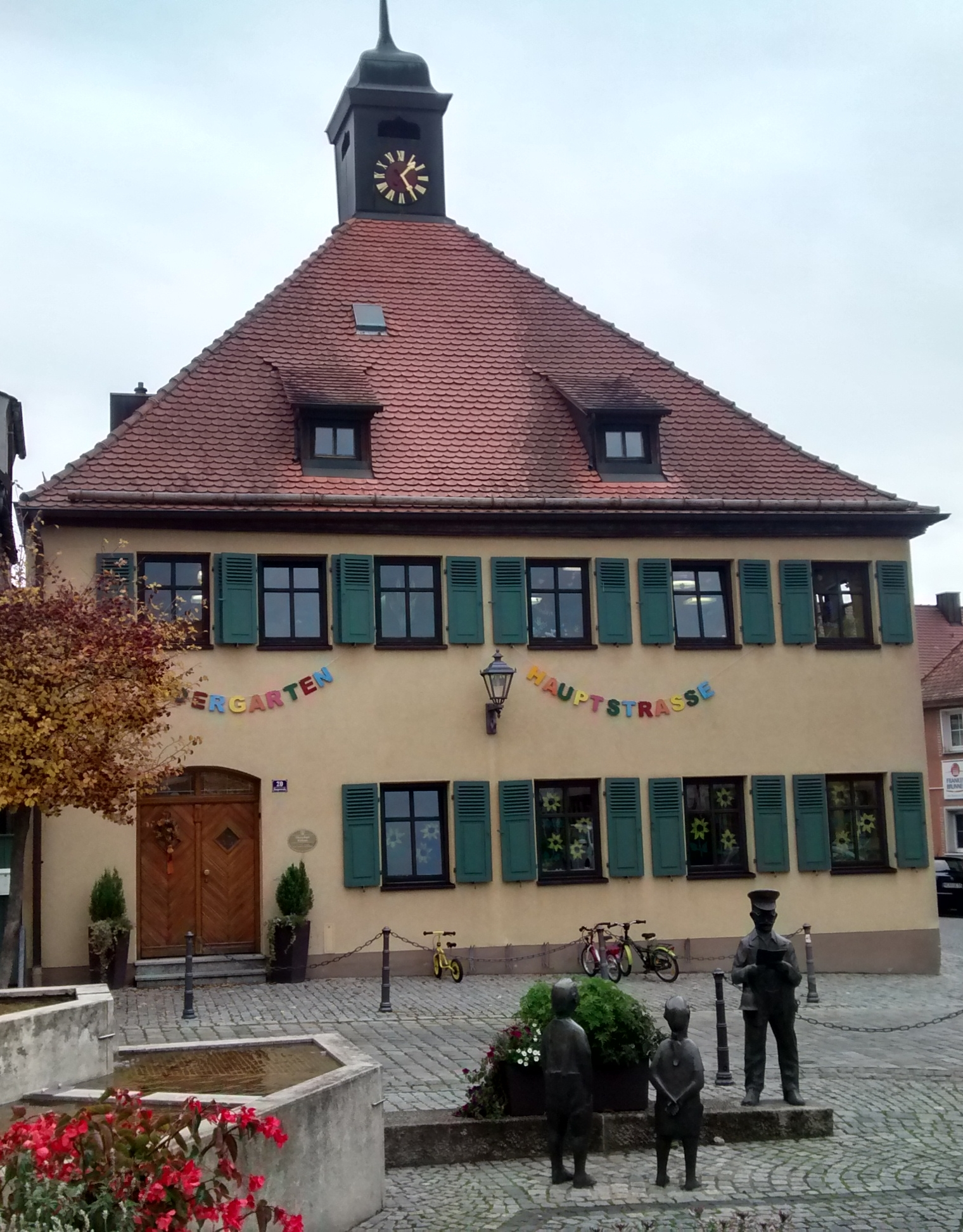
Ehemaliges Rathaus in Markt Erlbach

Das Rathaus in Markt Erlbach, einer Marktgemeinde im mittelfränkischen Landkreis Neustadt an der Aisch-Bad Windsheim in Bayern, wurde 1671 errichtet und später verändert. Das ehemalige Rathaus an der Hauptstraße 20 ist ein geschütztes Baudenkmal. 
Der zweigeschossige Walmdachbau in Ecklage hat ein traufseitiges Fachwerkobergeschoss mit Fußbügen und Andreaskreuzen. Der Dachreiter mit Uhr wird von einer Glockenhaube mit Dachknauf bekrönt. 
Das Gebäude wird als Kindergarten genutzt. 